# Глісне
Глісне (пол. Glisne) — село в Польщі, у гміні Мшана-Дольна Лімановського повіту Малопольського воєводства.
Населення — 319 осіб (2011).
У 1975-1998 роках село належало до Новосондецького воєводства.

## Демографія
Демографічна структура станом на 31 березня 2011 року:
|          | Загалом | Допрацездатний вік | Працездатний вік | Постпрацездатний вік |
| -------- | ------- | ------------------ | ---------------- | -------------------- |
| Чоловіки | 165     | 47                 | 99               | 19                   |
| Жінки    | 154     | 37                 | 81               | 36                   |
| Разом    | 319     | 84                 | 180              | 55                   |